# Mohanpur Mohammadpur
Mohanpur Mohammadpur é uma vila no distrito de Hardwar, no estado indiano de Uttaranchal.

## Demografia
Segundo o censo de 2001, Mohanpur Mohammadpur tinha uma população de 8700 habitantes. Os indivíduos do sexo masculino constituem 52% da população e os do sexo feminino 48%. Mohanpur Mohammadpur tem uma taxa de literacia de 68%, superior à média nacional de 59.5%: a literacia no sexo masculino é de 75% e no sexo feminino é de 59%. Em Mohanpur Mohammadpur, 14% da população está abaixo dos 6 anos de idade.